# 쉐보레 SSR

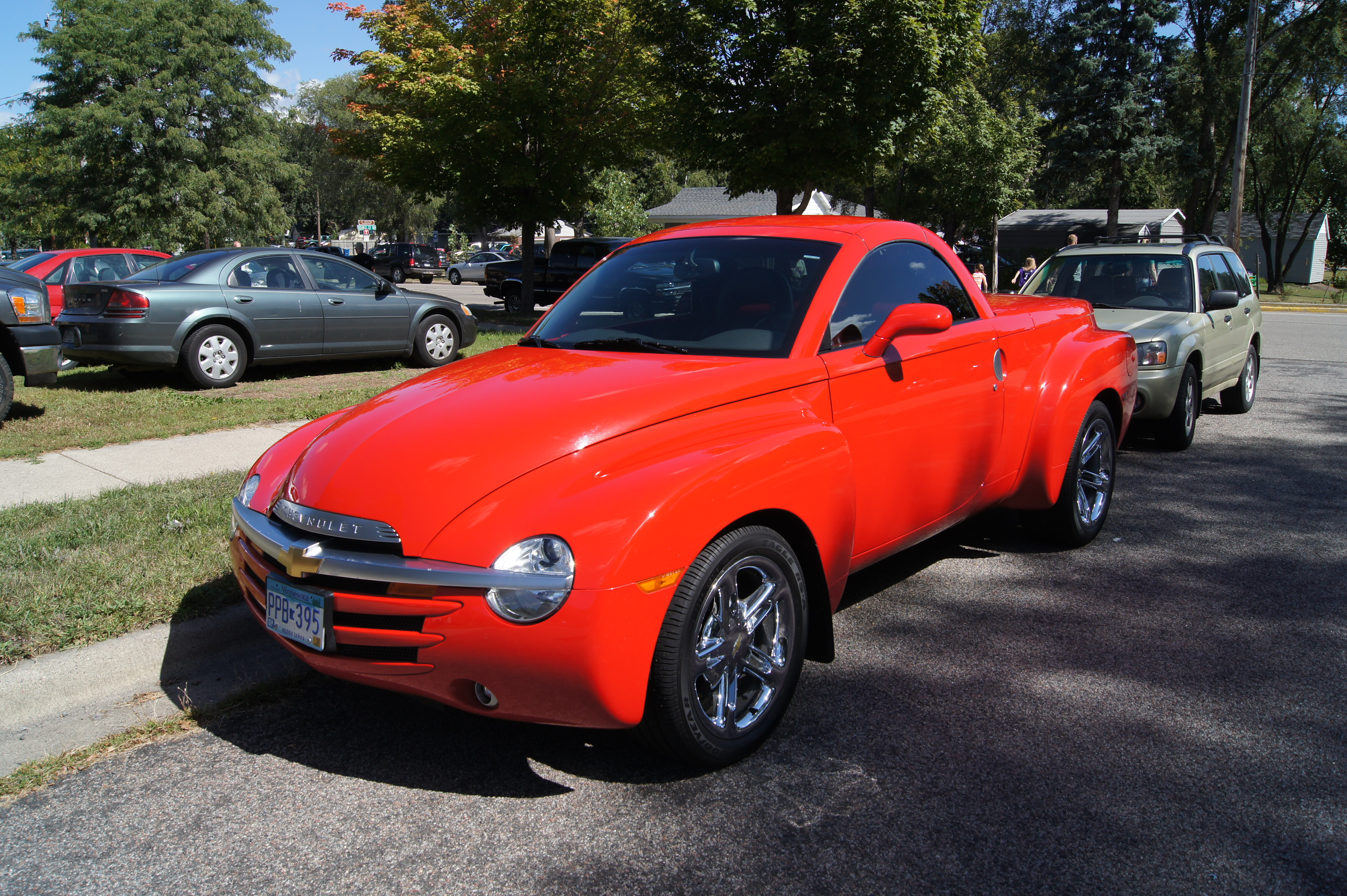
쉐보레 SSR 정측면

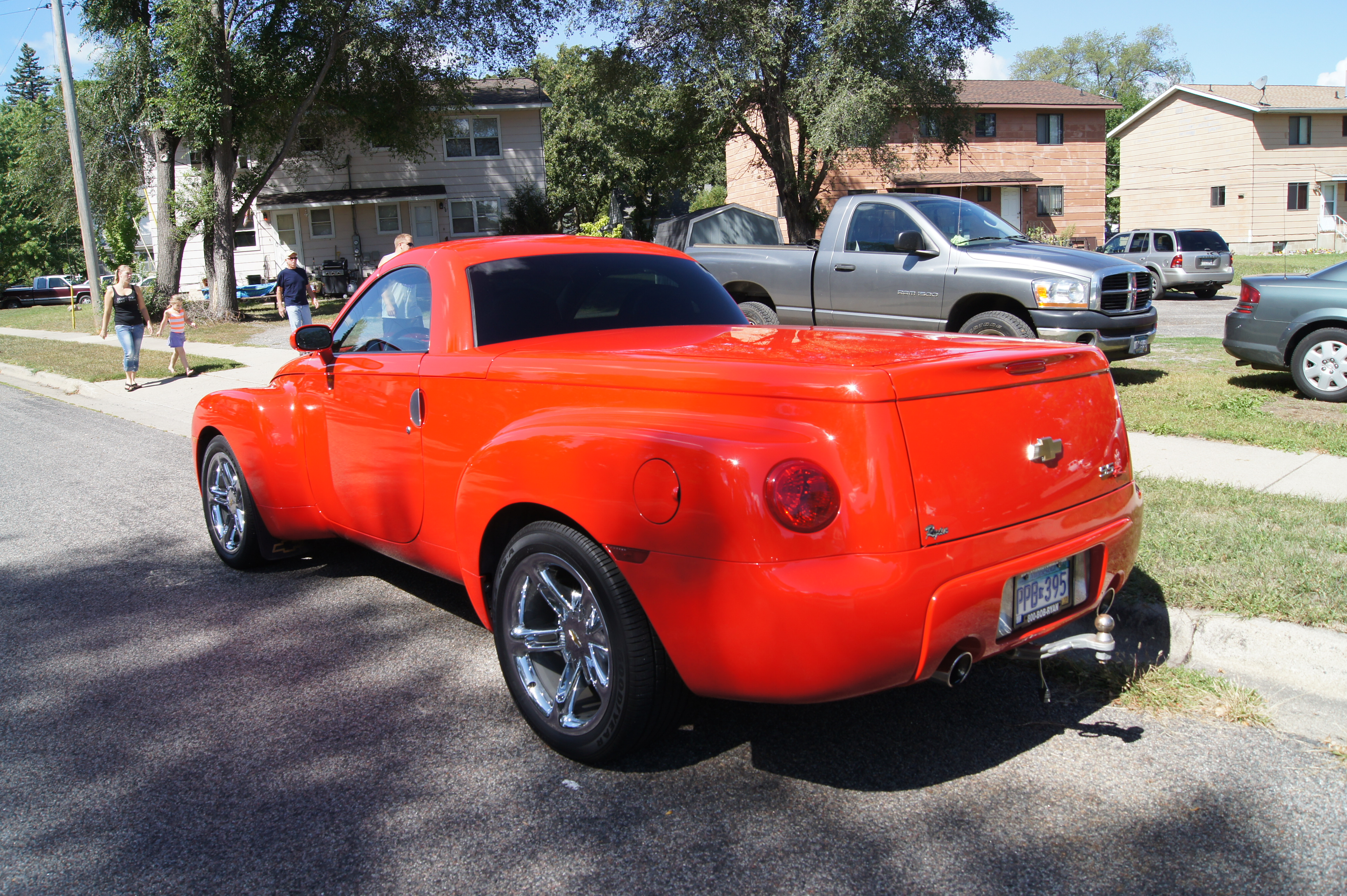
쉐보레 SSR 후측면

쉐보레 SSR(Chevrolet SSR)은 제너럴 모터스가 쉐보레 브랜드로 생산·판매하였던 레트로 스타일의 픽업 트럭형 로드스터이다. 2003년에 출시되었으며, 차명인 SSR은 '슈퍼 스포트 로드스터(Super Sport Roadster)'의 약자이며, 어드밴스 디자인을 모티브로 하였다. 2003년식과 2004년식에서는 그 당시 제너럴 모터스의 픽업 트럭 및 SUV에서 썼던 5.3L V8 가솔린 엔진(300마력)이 적용되었으나, 2005년식에서는 콜벳 C6 초기형에도 적용된 6.0L V8 가솔린 엔진(390마력)으로 바뀌었다. 2006년형에는 성능이 향상되어 4단 자동변속기는 395마력, 6단 수동변속기는 400마력이 되었다. SSR은 픽업 트럭과 스포츠 로드스터라는 정반대의 성격과 접점도 찾기 어려운 차종간의 결합을 시도하여 파격적인 스타일로 만든 것이 특징이다. 하지만 픽업 트럭은 화물 운송을 위한 실용성과 견인력, 오프로드 성향을 강조하는 상황에서 로드스터가 내세우는 운전의 재미나 스포츠성은 전혀 관련이 없다는 이유로 판매량은 시원치 않았다. 당시 가격이 4만 달러 초중반에 달할 정도로 가격이 비쌌고, 너무 독특한 컨셉이었기 때문이다. 특히 픽업 트럭으로서의 SSR은 오히려 단점으로 작용하였다. 픽업 트럭의 실용성이 강조되는 트렁크 공간이 매우 좁았던데다가, 로드스터로서의 매력도 그다지 많지 않았다. 결국 심각한 판매 부진으로 인해 2006년에 후속 차종 없이 단종되었다.

## 같이 보기
- 쉐보레 HHR